# Rudolf Schneider
Rudolf Schneider (29. listopadu 1874 Arnultovice – 22. ledna 1944 Arnultovice) byl československý politik německé národnosti a meziválčný poslanec Národního shromáždění za Německou nacionální stranu.

## Biografie
Vystudoval národní školu v rodné obci, pak nastoupil do učení k otci jako malíř skla. Podle údajů k roku 1928 byl profesí malířem skla v Arnultovicích u Boru u České Lípy.
Po parlamentních volbách v roce 1925 získal mandát v Národním shromáždění. Mandát ale získal až dodatečně roku 1928 jako náhradník poté, co rezignoval poslanec Alfred Rosche.
V říjnu 1940 se stal členem NSDAP, v místní organizaci Arnultovice, od března 1943 v místní organizaci Bor.